# Estado Jin
Jin (en chino:晋国, pinyin: Jìn Guó [tɕin˥˩ kwɔ˧˥]) fue el mayor estado durante mediados de la dinastía Zhou, situado al sur de Shanxi, cerca del centro de lo que entonces era China. Establecido en el siglo XI a. C., desapareció en año 376 a. C. 
A pesar de que creció en poder durante el período de Primaveras y otoños, su estructura aristocrática se vio rota cuando el duque perdió el poder a los nobles. En el año 453 a. C., Jin se dividió en tres estados sucesores: Han, Zhao y Wei. La partición de Jin marca el final del período de Primaveras y otoños y el inicio del período de los Reinos combatientes.

## Geografía
Jin se encontraba en la cuenca baja del río Fen en la meseta de Shanxi. Hacia el norte estaban los pueblos de Wrong y Di. Hacia el oeste las montañas Lüliang  y la meseta de Loes al norte de Shaanxi. Al suroeste del río Fen gira hacia el oeste para unirse a la parte fluye hacia el sur del río Amarillo, que pronto conduce al valle del río Wei.
Jin tenía varias capitales. La primera capital de Jin fue Tang(唐). La capital fue trasladada a E (鄂), después a Jiang (绛), después a Xintian (新 田). Del año 746 al 677 a. C., Quwo (曲沃) fue la capital de Jin.

## Origen
Cuando la dinastía Zhou fue fundada, las tierras conquistadas se dieron a los parientes y ministros Zhou como feudos hereditarios. El Rey Cheng de Zhou, el segundo rey Zhou, le dio una tierra llamada Tang (唐), al oeste de lo que es hoy en día el condado Yicheng en Shanxi, a su hermano menor, Tang Shuyu (唐叔虞), con el rango de marqués (侯, hóu). Su hijo y su siguiente sucesor, el Marqués Xie de Jin (晋侯燮), cambió el nombre de Tang a Jin. 
En 771 a. C. los quanrong expulsaron a los Zhou del valle del río Wei y mataron al rey You, comenzando las Primaveras y Otoños. Wen, undécimo marqués de Jin apoyo al pretendiente Ping contra su rival Xie. Cuando Ping venció le recompensó grandemente. 

## Esplendor
En 678 a. C. la rama original de la familia fue desplazada por una secundaria, hasta entonces vasalla suya, que se proclamó duques (公, gōng). Siete años después llega al poder Xian, quien establece un gobierno con gente competente de diversos orígenes sociales, rompe con Zhou y conquista numerosos estados en Shanxi -como Geng (耿), Huo (霍), Wei (魏), Yu (虞) y Xī Guó (西虢)- y absorbe muchas tribus xirong. En 651 a. C. muere y tras una guerra civil por la sucesión, el duque Hui es capturado cinco años después y se restablece el vasallaje.
En 636 a. C. el duque Wen, hijo de Xian, se hizo con el poder tras 19 años de exilio con las tropas de su suegro, el duque Mu de Qin. Rápidamente expulsó a los beidi al oeste del río Amarillo. En 635 a. C. apoya al Rey Xiang de Zhou contra un rival y es recompensado con tierras cerca de la capital. En 633 a. C. enfrenta a Chu porque asediaba Song. Decidió atacar a los vasallos de Chu, Cao y Wey. Un año después forma una alianza con Qin, Qi y Song para vencer a Chu en Chengu. Tras una conferencia en Jitu (踐土), se declara vasallo de Zhou y es proclamado Ba o hegemón. 
En el siguiente siglo se estableció un equilibrio entre Qin (oeste), Jin (centro), Chu (sur) y Qi (este) con pequeños estados entre medio. En 627 a. C. Jin vence a Qin cuando atacaba a Zheng. En 625 a. C. Jin invade Qin pero es expulsado un año después. En 598 a. C. Chu vence a Jin en Mi. En 589 a. C. Jin vence a Qi, que había invadido Lu y Wey. Por entonces empezó a apoyar Wu para debilitar a Chu. El duque Lu (580-573 a. C.) se alía con Qin y Qi para enfrentar a Chu en 579 a. C.

## El colapso de Jin
En el periodo de las Primaveras y Otoños, el estado de Jin (晋) era indiscutiblemente el estado más poderoso en China. Sin embargo, al llegar el fin de dicho periodo, el poder de la familia gobernante se debilitó, cayendo gradualmente Jin bajo el control de seis grandes familias -Fan (范), Zhonghang (中行), Zhi (智), Han (韓), Zhao (趙) y Wei (魏)-. Al comenzar el periodo de los Reinos Combatientes, después de numerosas luchas por el poder, quedaron cuatro familias: Zhi, Wei, Zhao y Han, siendo la familia Zhi la que tenía el control del estado de Jin. Zhi Yao (智瑶), él último jefe de la familia Zhi, intentó formar una coalición con las familias Wei y Han para acabar con los Zhao. Sin embargo, a causa de la arrogancia de Zhi Yao y su falta de respeto hacia las otras familias, los Wei y Han se aliaron secretamente con los Zhao, y conjuntamente lanzaron una ataque sorpresa que aniquiló a los Zhi.